# 2019년 대전 산불
2019년 대전 산불(2019年大田山-)은 2019년 4월 16일 대전광역시 유성구 대정동의 한 야산에서 산발적으로 일어난 산불이다. 해당 산림 화재의 여파에 따라 축구장 28개 크기의 면적인 2ha의 산림이 잿더미로 변한 상태이기도 하다.

## 개요
해당 산불은 원인이 밝히지 않는 산불로 보이게 되며 추정치상 날씨가 건조한 상태가 지속되는 것이 주요 원인으로 손을 꼽힌다.

## 여담
이 산불은 세월호 침몰 사고 5주기가 되는 날에 일어난 것이며, 이 지역의 주민 뿐만 아니라 대학생까지 일제히 대피시키는 사례까지 보고되기도 하였다.

## 같이 보기
- 2019년 강원도 산불
- 2019년 부산 산불
- 2019년 아마존 우림 산불
- 2020년 춘천 산불